# Nový Knín
Nový Knín è una città della Repubblica Ceca facente parte del distretto di Příbram, in Boemia Centrale.

## Amministrazione

### Gemellaggi
- Ledro (Unione dei Comuni della Valle di Ledro), Italia